# Gilles Le Borgne
Gilles Le Borgne, né en 1962, est directeur de la technologie de Renault.

## Biographie
Il fait ses études secondaires à Lannion. Il est diplômé de l'École Nationale Supérieure des Céramiques industrielles.
Il passe plus de 30 ans dans le Groupe PSA. Il y fait d'abord de la recherche-développement de matériaux, puis en 2002 il devient chef des ingénieurs qui travaillent sur la plateforme Citroën C3. Il est ensuite responsable des véhicules avancés pendant 7 ans. En 2010, il devient chef du département des avant-projets, et est considéré comme « le père » de la plateforme modulaire et multi-énergies EMP2 de PSA opérationnelle en 2013,.
En avril 2013, il devient directeur de la recherche-développement, puis de la qualité, et directeur de l'ingénierie du Groupe PSA de septembre 2016 à mai 2019. En 2018, il arrive à faire homologuer rapidement le groupe aux nouvelles normes WLTP ce qui donne à PSA une réelle avance sur ses concurrents Volkswagen, Renault et BMW qui prennent du retard dans la sortie de nouvaux modèles,,.
Il quitte alors PSA, en désaccord avec Carlos Tavares qui avait décidé de séparer la direction Produits de la direction Processus industriels, alors que Gilles Le Borgne était responsable des deux activités. Son transfert de PSA à Renault est parfois considéré comme une revanche de Renault alors que PSA avait débauché plusieurs hauts cadres de Renault. 
En janvier 2020, il est nommé directeur de l'ingénierie de Renault, où il remplace Gaspar Gascon Abellan. En janvier 2021, il devient membre du comité exécutif du groupe.
Il quitte son poste de directeur de l'ingénierie fin août 2024 et est remplacé par Philippe Krief, directeur général de la marque Alpine.

## Autres responsabilités
De janvier 2015 à mai 2018, il préside le comité technique automobile de la Plateforme automobile (PFA).

## Distinctions
- En 2018 et 2021, il reçoit le prix Eurostar de Automotive News Europe dans la catégorie « Product Development Executive »[11].
- Il reçoit le titre d'Homme de l’année automobile 2019 du Journal de l’automobile[1].
- En 2014 (Peugeot 308), 2017 (Peugeot 3008), 2020 (Peugeot 208), 2024 (Renault Scénic) et 2025 ( Renault 5/Alpine A290) des voitures conçues sous sa responsabilité reçoivent le trophée "Car Of The Year"